# Ruth Hausmeister
Ruth Hausmeister (Stuttgart, 5 de junio de 1912–Múnich, 1 de febrero de 2012) fue una actriz teatral, cinematográfica y televisiva alemana, con una carrera de varias décadas de duración.

## Biografía
Nacida en Stuttgart, Alemania, estudió en una escuela Waldorf y recibió clases de ballet, y como bailarina aprendiz hizo sus primeras actuaciones en la Ópera Estatal de Stuttgart.
Tras un tiempo en una escuela teatral, fue actriz desde 1933 a 1934 en el Stadttheater de Nordhausen, desde 1934 a 1935 en el Theater de San Galo, y desde 1936 a 1937 en el Teatro de Cámara de Múnich y en el cabaret de Munich Die Nachrichter.
Entre 1937 y 1938 actuó en el Teatro Thalia de Hamburgo, donde conoció a su futuro marido, el actor y director Carl-Heinz Schroth. La pareja tuvo dos hijas, Sabine (nacida en 1940) y Katharina (1945).
En los años 1938 y 1939 trabajó en la Ópera Estatal de Hesse, y de nuevo en el Teatro Thalia de Hamburgo desde 1940 a 1942. En 1943 y 1944 actuó en los escenarios del Soldatenbühne de Berlín.
Los años 1946 y 1949 actuó en el Deutsches Theater de Berlín,  y en 1950 se comprometió con el Renaissance-Theater de esa ciudad. Otros locales en los que actuó fueron el Teatro Schiller, el Schlossparktheater, y el Teatro Hebbel, los tres en Berlín, además del Teatro de Cámara de Múnich y del Schauspielhaus Bochum.
Entre las obras en las que actuó Hausmeister figuran La señorita Julia (1946, Renaissance-Theater, de August Strindberg), Die Zeit des Glücks (Marcel Achard, 1947, Renaissance-Theater), Das unbewohnte Eiland (de August Defresne, 1950, Schlossparktheater), Die Ehe des Herrn Mississippi (de Friedrich Dürrenmatt, 1952, Schlossparktheater), El castillo (de Franz Kafka y Max Brod, 1953, Schlossparktheater), Die Gefangenen (de Stefan Barcava, 1953, Teatro Schiller), El estado de sitio (de Albert Camus, 1953, Teatro Schiller), y Die Ziegeninsel (de Ugo Betti, 1954, Schlossparktheater).
Papeles posteriores fueron el del título en la pieza de Máximo Gorki Wassa Schelesnowa, Frau John en la obra de  Gerhart Hauptmann Die Ratten, Mrs. Venable en la de  Tennessee Williams De repente, el último verano, Frau Vockerath en la de Hauptmann Einsame Menschen, anciana en la pieza de Thomas Bernhard Ein Fest für Boris, y el personaje titular en la obra teatral de Carl Sternheim Die Marquise von Arcis.
Además del teatro, Hausmeister también interpretó largometrajes, telefilmes y series de televisión, la última de ellas la producción de ZDF Zwei Brüder, en la cual encarnaba a la madre de los actores Fritz Wepper y Elmar Wepper. Hausmeister fue, así mismo, locutora de radio en la emisora RIAS de Berlín.
Ruth Hausmeister falleció en 2012 en Munich, Alemania, a los 99 años de edad.

## Filmografía
| - 1949: Mädchen hinter Gittern - 1952: Karriere in Paris - 1954: Das fliegende Klassenzimmer - 1958: Ein idealer Gatte - 1958: Das Mädchen Rosemarie - 1958: Die Beklagte - 1959: Der Mann, der sich verkaufte - 1959: Affäre Dreyfus - 1959: Die Brücke - 1960: El paso del Rhin (Le passage du Rhin), de André Cayatte - 1960: Die Zeugin im grünen Rock (Serie Stahlnetz) - 1961: Die Wildente - 1961: Der grüne Bogenschütze - 1962: In jeder Stadt… (Serie Stahlnetz) - 1962: El día más largo - 1964: Sechs Personen suchen einen Autor - 1965: Exil - 1966: Johannisnacht - 1966: Fluchtversuch - 1967: Die Marquise von Arcis - 1967: Der Revisor - 1970: Krebsstation - 1970: Tod nach Mitternacht - 1972: Flint | - 1972: Mykonos (Serie Der Kommissar) - 1973: Nerze nachts am Straßenrand - 1973: Der Fußgänger - 1974: Zwangspause - 1974: Die Nacht mit Lansky (Serie Der Kommissar) - 1974: Der Liebespaarmörder (Serie Der Kommissar) - 1978: Der Gehilfe - 1980: Aller guten Dinge sind drei. Serenade für Spieldose, Cello und Orgel - 1988: Wilder Westen inclusive (Mehrteiler) - 1988: Der Dienstagsmann (Serie Anwalt Abel) - 1990: Willi – Ein Aussteiger steigt ein - 1990: Florian (Mehrteiler) - 1991: Unser Haus - 1994: Leni - 1994: Anna Maria – Eine Frau geht ihren Weg (Serie) - 1994: Funkstille (Serie Die Wache) - 1994: Die schönsten Geschichten mit Heinz Rühmann - 1994–1996: Ärzte (Serie) - 1994–2001: Zwei Brüder (Serie) - 1997: Stunden der Entscheidung (Serie Rosamunde Pilcher) |